# Präsidentschaftswahl in Nordmazedonien 2019
Die Präsidentschaftswahl in Nordmazedonien 2019 fand am 21. April (1. Wahlgang) und 5. Mai (2. Wahlgang) statt.

## Ergebnis
| Kandidaten                  | Parteien                             | 1. Wahlgang | 1. Wahlgang | 2. Wahlgang | 2. Wahlgang |
| Kandidaten                  | Parteien                             | Stimmen     | %           | Stimmen     | %           |
| --------------------------- | ------------------------------------ | ----------- | ----------- | ----------- | ----------- |
| Stevo Pendarovski           | Sozialdemokratische Liga Mazedoniens | 322.581     | 44,8        | 435.656     | 53,6        |
| Gordana Siljanovska-Davkova | VMRO-DPMNE                           | 318.341     | 44,2        | 377.446     | 46,4        |
| Blerim Reka                 | Parteilos                            | 79.888      | 11,1        |             |             |
| Gesamt                      | Gesamt                               | 720.810     | 100         | 813.102     | 100         |
|                             |                                      |             |             |             |             |
| Ungültige Stimmen           | Ungültige Stimmen                    | 32.697      | 4,3         | 30.406      | 3,6         |
| Wähler                      | Wähler                               | 753.507     | 41,7        | 843.508     | 46,7        |
| Wahlberechtigte             | Wahlberechtigte                      | 1.808.131   |             | 1.808.131   |             |
|                             |                                      |             |             |             |             |
| Quelle: OSZE                |                                      |             |             |             |             |